# Championnat de France de football américain 2019
 (février 2019).
Si vous disposez d'ouvrages ou d'articles de référence ou si vous connaissez des sites web de qualité traitant du thème abordé ici, merci de compléter l'article en donnant les références utiles à sa vérifiabilité et en les liant à la section « Notes et références ».
Navigation
Saison 2018 Saison 2020
Le championnat de France de football américain 2019 est la 38e saison du championnat de France de football américain. 
Le vainqueur remporte le trophée dénommé Casque de diamant 2019.

## Déroulement du championnat
Les équipes sont réparties en deux conférences géographiques (Nord et Sud). Ces équipes s'affrontent lors de la saison régulière, chaque équipe jouant dix matches. 
Les quatre premières équipes à l'issue de la saison régulière s'affrontent en phase finale pour désigner le Champion de France 2019
Après la saison régulière, un tour de wild card est organisé dont sont exemptés les premiers de chaque conférence.
Les gagnants des matchs de wild card rencontrent en demi-finale les champions de conférence et les deux vainqueurs se rencontrent en finale.
Conférence Nord
- Corsaires d'Évry P
- Cougars de Saint-Ouen-l'Aumône
- Flash de La Courneuve T
- Léopards de Rouen
- Molosses d'Asnières
- Spartiates d'Amiens P

Conférence Sud
- Argonautes d'Aix-en-Provence
- Black Panthers de Thonon
- Blue Stars de Marseille
- Centaures de Grenoble P
- Falcons de Bron-Villeurbanne
- Hurricanes de Montpellier P

Légende :
- P = Promu de Division 2.
- T = tenant du titre.

## Saison régulière
Dernière mise à jour le  : 1er mai 2019
| N* | Équipe                | Pts | J | G | N | P | FF | PP  | PC  | Diff |
| -- | --------------------- | --- | - | - | - | - | -- | --- | --- | ---- |
| 1  | Molosses d'Asnières   | 22  | 8 | 6 | 2 | 0 | 0  | 118 | 37  | +81  |
| 2  | Spartiates d'Amiens   | 17  | 8 | 4 | 1 | 3 | 0  | 111 | 102 | +9   |
| 3  | Cougars de Saint-Ouen | 16  | 8 | 4 | 0 | 4 | 0  | 152 | 118 | +34  |
| 4  | Flash de la Courneuve | 15  | 8 | 3 | 1 | 4 | 0  | 119 | 115 | +4   |
| 5  | Corsaires d'Evry      | 15  | 8 | 3 | 1 | 4 | 0  | 123 | 149 | -26  |
| 6  | Léopards de Rouen     | 11  | 8 | 1 | 1 | 6 | 0  | 106 | 207 | -101 |

| N* | Équipe                       | Pts | J | G | N | P | FF | PP  | PC  | Diff |
| -- | ---------------------------- | --- | - | - | - | - | -- | --- | --- | ---- |
| 1  | Black Panthers de Thonon     | 21  | 7 | 6 | 0 | 0 | 0  | 283 | 74  | +209 |
| 2  | Blue Stars de Marseille      | 20  | 8 | 6 | 0 | 2 | 0  | 288 | 104 | +184 |
| 3  | Centaures de Grenoble        | 15  | 7 | 4 | 0 | 3 | 0  | 137 | 121 | +16  |
| 4  | Hurricanes de Montpellier    | 15  | 7 | 4 | 0 | 3 | 0  | 197 | 191 | +6   |
| 5  | Argonautes d'Aix en Provence | 8   | 7 | 1 | 0 | 5 | 1  | 32  | 214 | -182 |
| 6  | Falcons de Bron-Villeurbanne | 8   | 8 | 0 | 0 | 8 | 0  | 46  | 279 | -233 |

## Phase finale
|  | Wild-card                      | Wild-card                |                                 |                                 | Demi-finales                      | Demi-finales                      |  |  | Finale                                    | Finale                                    |
|  | Wild-card                      | Wild-card                |                                 |                                 | Demi-finales                      | Demi-finales                      |  |  | Finale                                    | Finale                                    |
|  |                                |                          |                                 |                                 |                                   |                                   |  |  |                                           |                                           |
|  | 2 juin 2019 à Marseille        | 2 juin 2019 à Marseille  |                                 |                                 | 16 juin 2019 à Asnières-sur-Seine | 16 juin 2019 à Asnières-sur-Seine |  |  | 30 juin 2019 à Villeneuve-d'Ascq, Stadium | 30 juin 2019 à Villeneuve-d'Ascq, Stadium |
|  | 2 juin 2019 à Marseille        | 2 juin 2019 à Marseille  |                                 |                                 | 16 juin 2019 à Asnières-sur-Seine | 16 juin 2019 à Asnières-sur-Seine |  |  | 30 juin 2019 à Villeneuve-d'Ascq, Stadium | 30 juin 2019 à Villeneuve-d'Ascq, Stadium |
|  | 2 juin 2019 à Marseille        | 2 juin 2019 à Marseille  | Molosses d'Asnières             | 6                               |                                   |                                   |  |  | 30 juin 2019 à Villeneuve-d'Ascq, Stadium | 30 juin 2019 à Villeneuve-d'Ascq, Stadium |
|  | Blue Stars de Marseille        | 27                       | Molosses d'Asnières             | 6                               |                                   |                                   |  |  | 30 juin 2019 à Villeneuve-d'Ascq, Stadium | 30 juin 2019 à Villeneuve-d'Ascq, Stadium |
|  | Blue Stars de Marseille        | 27                       | Cougars de Saint-Ouen-l'Aumône  | 24                              |                                   |                                   |  |  | 30 juin 2019 à Villeneuve-d'Ascq, Stadium | 30 juin 2019 à Villeneuve-d'Ascq, Stadium |
|  | Cougars de Saint-Ouen-l'Aumône | 39                       | Cougars de Saint-Ouen-l'Aumône  | 24                              |                                   |                                   |  |  | 30 juin 2019 à Villeneuve-d'Ascq, Stadium | 30 juin 2019 à Villeneuve-d'Ascq, Stadium |
|  | Cougars de Saint-Ouen-l'Aumône | 39                       | 15 juin 2019 à Thonon-les-Bains | 15 juin 2019 à Thonon-les-Bains | Cougars de Saint-Ouen-l'Aumône    | 7                                 |  |  |                                           |                                           |
|  | 1er juin 2018 à Amiens         |                          | 15 juin 2019 à Thonon-les-Bains | 15 juin 2019 à Thonon-les-Bains | Cougars de Saint-Ouen-l'Aumône    | 7                                 |  |  |                                           |                                           |
|  |                                | Black Panthers de Thonon | 15 juin 2019 à Thonon-les-Bains | 15 juin 2019 à Thonon-les-Bains | 24                                |                                   |  |  |                                           |                                           |
|  | Spartiates d'Amiens            | Black Panthers de Thonon | 15 juin 2019 à Thonon-les-Bains | 15 juin 2019 à Thonon-les-Bains | 24                                | 45                                |  |  |                                           |                                           |
|  | Spartiates d'Amiens            | Spartiates d'Amiens      | 7                               |                                 |                                   | 45                                |  |  |                                           |                                           |
|  | Centaures de Grenoble          | Spartiates d'Amiens      | 7                               | 7                               |                                   |                                   |  |  |                                           |                                           |
|  | Centaures de Grenoble          | Black Panthers de Thonon | 22                              | 7                               |                                   |                                   |  |  |                                           |                                           |
|  |                                | Black Panthers de Thonon | 22                              |                                 |                                   |                                   |  |  |                                           |                                           |

Note 
1. ↑  Le MVP du match est le WR Benjamin Plu des Black Panthers. Le match s'est joué devant 5 000 spectateurs[2]

## Récompenses
Meilleur joueur français : Eddy Abdullah (Blue Stars de Marseille)[réf. nécessaire]
Meilleur joueur étranger : Clark Evans (Black Panthers de Thonon-les-Bains)